# Rock and Roll Hall of Fame
Rock and Roll Hall of Fame and Museum er et museum og en institution beliggende i Cleveland, Ohio, USA. Dets formål er at opsamle og beskrive historien om de bedst kendte og mest indflydelsesrige rock and roll musikere, producere og andre fra personer med markant indflydelse på området.

## Museum
Rock and Roll Hall of Fame Foundation blev dannet i 1983. Indvielsen fandt sted 7. juni 1993 med Pete Townshend og Chuck Berry som æresgæster. Museet blev åbnet 2. september 1995 i en bygning tegnet af arkitekten I.M. Pei, og efter en del diskussion om beliggenheden endte man med at placere den på breden af Lake Erie i Cleveland, tæt på Great Lakes Science Center og Cleveland Browns Stadium. 
At det blev Cleveland, der blev hjemby for museet, skyldtes lobbyvirksomhed fra byen med henvisning til det faktum, at disc jockeyen Alan Freed, der i en periode boede i byen, i almindelighed krediteres som ophavsmand til begrebet "rock and roll". Der blev afholdt en række afstemninger og underskriftsindsamlinger, der alle støttede Cleveland, og det afgjorde sagen. 
Museet omfatter hele historien om rock and roll, uafhængigt af de indvalgte personer og grupper i Hall of Fame. Disse har en selvstændig udstilling i museet.
Selv om museet er placeret i Cleveland, afholdes den årlige optagelsesceremoni i New York City, hvilket har skabt en vis polemik.

## Hall of Fame
Uddybende artikel: Navne i Rock and Roll Hall of Fame
Den årlige optagelse af nye navne i Hall of Fame blev som tradition indledt i 1986, hvor ceremonien blev afholdt 23. januar. De første kunstnere, der blev indføjet var: Chuck Berry, James Brown, Ray Charles, Sam Cooke, Fats Domino, Everly Brothers, Buddy Holly, Jerry Lee Lewis, Little Richard og Elvis Presley.
Den nuværende praksis er, at kunstnere kan kvalificere sig 25 år efter udgivelsen af deres første plade. De nominerede skal have indiskutabel indflydelse og betydning i rock and roll historien. Der er fire kategorier: Udøvende kunstnere, ikke-udøvende personer, tidlig indflydelse og (siden 2000) baggrundsmusikere.
I alt 16 er optaget 2 eller flere gange. Eksempelvis er Michael Jackson blevet optaget 2 gange, først som medlem af The Jackson 5 i 1997 og senere som solokunstner i 2001.

### Udøvende kunstnere
Udøvende kunstnere omfatter sangere og instrumentalister.
En nomineringskomite sammensat af musikhistorikere vælger navne til denne kategori, og derefter vælges årets udvalgte blandt de nominerede af en større forsamling bestående af omkring 1000 eksperter, herunder akademikere, journalister, producere og andre med kendskab til musikindustrien. De kunstnere, der får det største antal stemmer over 50% af alle stemmer vælges til den årlige ceremoni. Det drejer sig normalt om fem til syv kunstnere.

### Ikke-udøvende personer
Denne kategori omfatter sangskrivere, producere, disc jockeys, journalister, ledere inden for musikindustrien samt andre professionelle.
En selvstændig komite vælger årets tilføjelser direkte fra såvel denne kategori som kategorien med tidlig indflydelse.

### Tidlig indflydelse
Denne kategori omfatter kunstnere fra tiden før egentlig rock and roll, og kunstnerne kendes typisk fra genrer som country, folk music og blues. Deres musik har inspireret og haft betydning for rock and roll kunstnere. Kategorien giver ikke hvert år nye tilføjelser, og de senest tilføjede er Nat King Cole og Billie Holiday i 2000.

### Baggrundsmusikere
Denne kategori omfatter musikere, der har en lang karriere bag sig som studiemusikere eller koncertmusikere. De nominerede herfra vælges af en stor komite bestående først og fremmest af producere.

### Kritik
Der er gennem årene forekommet en vis kritik af udvælgelsesprocessen, som nogle finder, er styret af en lille hård kerne, herunder grundlæggeren Jann Wenner samt skribenten Dave Marsh, og derfor afspejler deres smag i for høj grad. Det kommer til udtryk i et uforholdsmæssigt stort antal mindre kendte navne fra 1950'erne i forhold til for eksempel progressiv rock og heavy metal navne. Desuden er de fleste optagne navne amerikanske eller britiske med succes i USA.
Sex Pistols, der blev optaget i 2006, nægtede at deltage i ceremonien, idet de kaldte museet et "piss stain".